# Ishikozume
Ishikozume indica un'esecuzione rituale dell'antico Giappone, tradizionale dei Yamabushi, i praticanti dello Shugendō. La tradizione è caratterizzata da una sepoltura sin poco sopra il busto, seguita poi dalla lapidazione.
La pena di morte attraverso Ishikozume era riservata esclusivamente a coloro i quali si rendevano colpevoli di gravi crimini.